# Číčov
Číčov (in ungherese Csicsó) è un comune della Slovacchia facente parte del distretto di Komárno, nella regione di Nitra.